# Limnas veresczaginii
Limnas veresczaginii là một loài thực vật có hoa trong họ Hòa thảo. Loài này được Krylov & Schischk. mô tả khoa học đầu tiên năm 1927.